# Chaîne La Gorce
La chaîne La Gorce (en anglais : La Gorce Mountains) est un massif montagneux de la chaîne de la Reine-Maud, dans la chaîne Transantarctique, en Antarctique. Son point culminant est le mont Paine à 3 330 mètres d'altitude. Elle se situe à l'est du glacier Scott.

## Sommets principaux
- Mont Paine, 3 330 m
- Pic Johansen, 3 310 m
- Mont Grier, 3 037 m
- Mont Mooney, 2 850 m
- Pic Kessens, 2 660 m

## Histoire
La chaîne La Gorce est découverte en décembre 1929 par l'équipe de l'expédition Byrd menée par Quin Blackburn et nommée par Byrd lui-même en l'honneur de John Oliver La Gorce, vice-président de la National Geographic Society.